# Iry LeJeune
Iry LeJeune (né le 28 octobre 1928 à Pointe Noire en Louisiane, mort le 8 octobre 1955 en Louisiane) est un accordéoniste de musique cadienne.
Il a appris l'accordéon avec son cousin et en écoutant de vieux enregistrements, particulièrement les disques d'Amédé Ardoin. En 1948, LeJeune enregistre Love Bridge Waltz (Valse De Pont d'Amour) et Evangeline Special.
La vie d'Iry LeJeune s'est interrompue brutalement en 1955, heurté par une voiture alors qu'il changeait son pneu crevé.